# Epizoanthus
Epizoanthus är ett släkte av koralldjur. Epizoanthus ingår i familjen Epizoanthidae.

## Bildgalleri

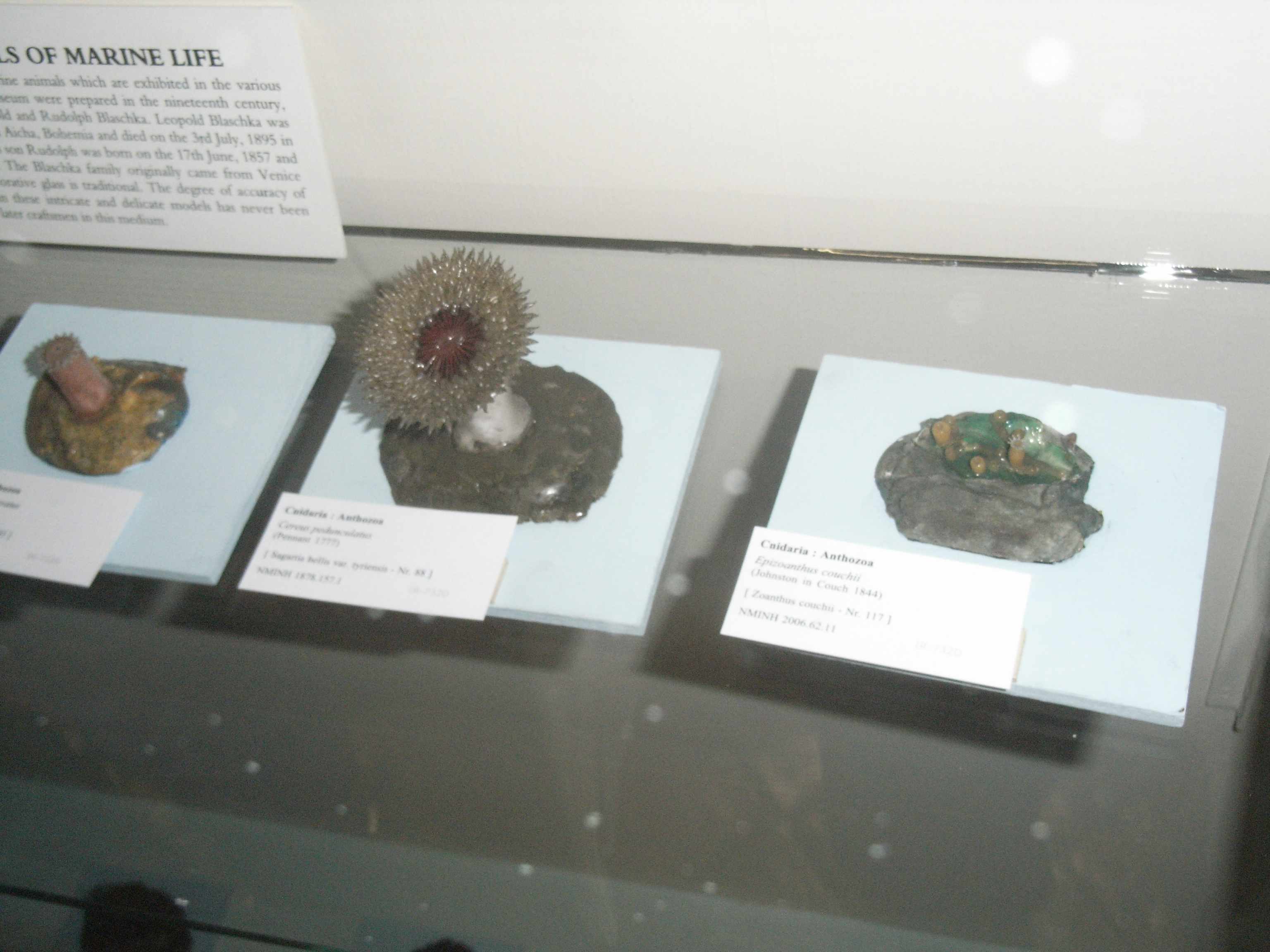
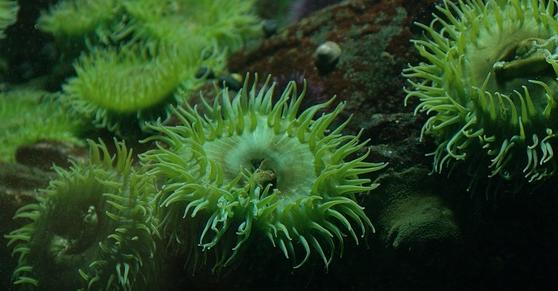

## Dottertaxa tillEpizoanthus, i alfabetisk ordning[1][2]
- Epizoanthus abyssorum
- Epizoanthus americanus
- Epizoanthus arenaceus
- Epizoanthus balanorum
- Epizoanthus beerenislandicus
- Epizoanthus carcinophilus
- Epizoanthus chuni
- Epizoanthus couchii
- Epizoanthus danielsseni
- Epizoanthus egeriae
- Epizoanthus erdmanni
- Epizoanthus fatuus
- Epizoanthus frenzeli
- Epizoanthus glacialis
- Epizoanthus hians
- Epizoanthus illoricatus
- Epizoanthus incrustatus
- Epizoanthus indicus
- Epizoanthus induratum
- Epizoanthus jingxingensis
- Epizoanthus koreni
- Epizoanthus leptoderma
- Epizoanthus lindahli
- Epizoanthus macintoshi
- Epizoanthus mediterraneus
- Epizoanthus norvegicus
- Epizoanthus oliveri
- Epizoanthus paguricola
- Epizoanthus paguriphilus
- Epizoanthus papillosus
- Epizoanthus paxii
- Epizoanthus planus
- Epizoanthus ramosus
- Epizoanthus roseus
- Epizoanthus sabulosus
- Epizoanthus scotinus
- Epizoanthus similis
- Epizoanthus steueri
- Epizoanthus tergestinus
- Epizoanthus tube
- Epizoanthus univittatus
- Epizoanthus vagus
- Epizoanthus vatovai